# Mên Scryfa
Mên Scryfa (letteralmente: "pietra (con) scritta") è un menhir risalente forse all'Età del Bronzo con un'iscrizione celtica del IV, V o VI secolo d.C. rinvenuto nei pressi del villaggio inglese di Madron (dintorni di Penwith e Pendeen), in Cornovaglia.

## Storia
Mên Scryfa venne raffigurato agli inizi del XVIII secolo in un disegno di Edward Lluyd. Una dozzina di anni dopo, la pietra venne menzionata in una lettera redatta il 7 gennaio 1712, lettera in cui si parla del luogo in cui si trova la pietra, descritto come "una fossa profonda circa tre piedi sulla strada tra St Ives e St Just-in-Penwith".
Mên Scryfa venne poi descritto alla fine del XIX secolo dal reverendo Iago che parlava di due croci cristiane incise nella pietra, croci di cui però si ignora l'esistenza. Venne successivamente citato come un monumento cristiano anche dal Dottor Borlase.
Tra il 1824 e il 1849 la pietra venne trasferita provvisoriamente in un altro luogo. Ciò era dovuto al fatto che la pietra era crollata dopo che qualcuno aveva scavato ai suoi piedi convinto di trovare sepolto qualche tesoro oltre ai contemporanei lavori di ristrutturazione di una vicina miniera.

## Descrizione
Mên Scryfa si trova in campo di grano situato in posizione sopraelevata nei pressi del Mên-an-Tol ed è alta 1,8 metri.
La pietra reca un'incisione nella lingua latina usata in Cornovaglia, composta da due righe in verticale in cui si legge RIALOBRANI CUNOVALI FILI, ovvero "Il Corvo reale (Rialobran), figlio del glorioso capo".
L'incisione fa riferimento a una storia leggendaria legata alla figura del corvo, animale associato alla morte e a cui si attribuivano poteri magici. Secondo la leggenda, Rialobran o Rialvran (="Corvo reale") cercò di riconquistare le terre sottratte al padre, sconfitto in battaglia dagli invasori: Rialobran morì però in battaglia e venne sepolto nel luogo in cui si trova la pietra.